# Жмеринское соглашение
Соглашение между РПАУ (м) и Директорией УНР — военно-политическое соглашение, заключённое 20 сентября 1919 года между представителями армии УНР и Революционной повстанческой армии Украины.

## История
В конце 1919 года РПАУ находясь в центральной Украине оказалось в окружении, с одной стороны махновцы держали незамкнутую круговою линию фронта против Добровольческой армии, с другой стороны в тылу у махновцев была Армия УНР которая не вела активных боевых действий против повстанцев.
В сентябре 1919 года в кругах высшего командного состава махновцев обсуждалась идея военного союза между Армией УНР и РПАУ, представители Петлюры в этом же месяце явились в штаб РПАУ и предложили руку помощи повстанцам обещая в случае заключения договора помочь боеприпасами и снаряжением.
20 сентября 1919 года на станции Жмеринка был заключен военный союз, со стороны махновцев соглашение подписал Волин и Чубенко, со стороны со стороны петлюровцев Петлюра и Тютюник.
В этом соглашении петлюровцы искали союзников в борьбе с белой армией, махновцы также искали союзников в борьбе с Деникиным, возможность получить боеприпасы и медикаменты, возможность использовать тыловые лазареты, а также повстанцы преследовали цель разложить армию Петлюры и устранить последнего от командования .
На основании соглашения свыше трех тысяч больных и раненых бойцов, часть беженцев мы передали петлюровцам. Они были размещены по госпиталям Винницы, Жмеринки, а часть была отправлена на лечение в Галицию. РПАУ отводилась территория, глубиной в 60 и шириной в 40 верст. Махновцы только в оперативном отношении, по инстанции должны были согласовывать планы с генштабом петлюровцев.
Что касается нового политического пункта, гласящего о свободе проповеди своих идей за пределами ограниченного пространства на территории петлюровской и обратно, Петлюрой было отклонено. Он предвидел, что пропаганда махновцев в его армии обязательно повлечет за собой разложение казаков, и для устранения этого на фронте сам выехал на свидание с Махно. Н. Махно выехал в Умань для встречи с Петлюрой, для его ликвидации махновцами была создана группа террористов который должны были убить атамана но встреча так и не произошла.
22 сентября 1919 состоялось заседание кабинета народных министров УНР на котором С. Петлюра выступил с докладом «О положении на деникинском фронте». После её обсуждения правительство Директории принял решение «о необходимости объединения всех украинских национальных сил для решительной борьбы против оккупации войсками Деникина территории Украины». Это постановление можно считать косвенной ратификацией правительством УНР союза с махновцами.